# Pine (Arizona)
Pine és una concentració de població designada pel cens dels Estats Units a l'estat d'Arizona. Segons el cens del 2000 tenia 1.931 habitants.

## Demografia
Segons el cens del 2000, Pine tenia 1.931 habitants, 882 habitatges, i 604 famílies La densitat de població era de 23,5 habitants/km².
Dels 882 habitatges en un 15,2% hi vivien nens de menys de 18 anys, en un 61,2% hi vivien parelles casades, en un 5,8% dones solteres, i en un 31,5% no eren unitats familiars. En el 24,3% dels habitatges hi vivien persones soles el 9,2% de les quals corresponia a persones de 65 anys o més que vivien soles. El nombre mitjà de persones vivint en cada habitatge era de 2,19 i el nombre mitjà de persones que vivien en cada família era de 2,57.
Per edats la població es repartia de la següent manera: un 16,6% tenia menys de 18 anys, un 3% entre 18 i 24, un 16,5% entre 25 i 44, un 41% de 45 a 60 i un 22,9% 65 anys o més.
L'edat mediana era de 53 anys. Per cada 100 dones de 18 o més anys hi havia 95,4 homes.
La renda mediana per habitatge era de 40.099 $ i la renda mediana per família de 45.947 $. Els homes tenien una renda mediana de 37.955 $ mentre que les dones 34.167 $. La renda per capita de la població era de 25.080 $. Aproximadament el 5,1% de les famílies i el 9,3% de la població estaven per davall del llindar de pobresa.

## Poblacions properes
El següent diagrama mostra les poblacions més properes.